# Ruhsar Pekcanová
Ruhsar Pekcanová (* 1958 Manisa, Turecko) je turecká politička a elektroinženýrka, která v letech 2018–2021 zastávala funkci turecké ministryně obchodu.

## Profesní kariéra
Svou profesní kariéru začala v rozvojové a investiční bance Türkiye Sınai Kalkınma Bankası. Poté, co pracovala na různých pozicích v několika společnostech, dopracovala se až na členku výkonných orgánů. V roce 2005 spoluzaložila inženýrskou společnost, která dodává potrubí pro pitnou vodu, zavlažování, ropu a zemní plyn. Ve společnosti zastávala funkci generální ředitelky.
Třikrát byla předsedkyní turecko-syrských obchodních rad Turecké společnosti pro zahraniční ekonomické vztahy (Dış Ekonomik İlişkiler Kurumu, DEİK). Působila také jako předsedkyně turecko-jordánské obchodní rady a jako členka výkonných rad turecko-irácké a turecko-libyjské obchodní rady téže korporace. Působila jako místopředsedkyně výboru žen-podnikatelek při Svazu tureckých komor a komoditních burz (Türkiye Odalar ve Borsalar Birliği, TOBB) a jako členka výboru žen-podnikatelek při Istanbulské obchodní komoře (İstanbul Ticaret Odası, İTO) a některých dalších podnikatelských organizacích.
V roce 2010 jí nadace Women’s Entrepreneurial Challenge Foundation udělila ocenění IWEC 2010. Pekcanová byla také o dva roky později jmenována globální velvyslankyní této nadace.

## Politická kariéra
Dne 9. července 2018 představil nově zvolený turecký prezident Recep Tayyip Erdoğan svůj kabinet, který měl být součástí nového tureckého politického systému. Ruhsar Pekcanová byla jmenována ministryní obchodu. Dne 16. dubna 2021 se objevilo tvrzení, že společnost, kterou Ruhsar Pekcanová vlastnila spolu se svým manželem, v roce 2020 prodala Pekcanové ministerstvu dezinfekční prostředky. Na tato tvrzení byla Ruhsar Pekcanová tázána i některými opozičními politiky. Dne 20. dubna 2021 ministerstvo obchodu tyto nákupy potvrdilo, ale uvedlo, že tyto prostředky stály méně než uváděné částky. Dne 21. dubna 2021 ji na ministerském postu vystřídal Mehmet Muş, předseda parlamentní Strany spravedlnosti a rozvoje (Adalet ve Kalkınma Partisi, AK).

## Osobní život
Ruhsar Pekcanová se narodila v roce 1958 v turecké Manise. Vystudovala elektrotechniku na Istanbulské technické univerzitě. Poté, co získala bakalářský titul, ve studiu na téže fakultě pokračovala a úspěšně zakončila i magisterské studium.
Je vdaná a má dvě děti.